# 마쓰다이라 다다아키라 (1583년)

마쓰다이라 다다아키라

마쓰다이라 다다아키라(일본어: 松平忠明)는 아즈치모모야마 시대부터 에도 시대 초기까지의 무장, 다이묘이다. 에도 막부 대정참여(大政参与). 오쿠다이라 마쓰다이라가 시조. 별명은 오쿠다이라 다다아키라, 아명은 쓰루마쓰마루(鶴松丸), 원복 직후의 이름은 기요타다(清匡).
미카와 쓰쿠데 번주, 이세 가메야마 번주, 셋쓰 오자카 번주, 야마토 고리야마 번주, 하리마 히메지번 초대 번주를 지냈다.
아버지는 오쿠다이라 노부마사이며 어머니는 가메히메(도쿠가와 이에야스의 장녀)이다. 어머니의 인연으로 외조부 이에야스의 양자가 되어 마쓰다이라씨를 하사받아 후에 신판 다이묘가 된다.

## 같이 보기
- 다이로

|  | 쓰쿠데 번 번주 (오쿠다이라 마쓰다이라 가) 1602년 ~ 1610년 | 후임 막부령 |

| 전임 세키 가즈마사 | 이세 가메야마 번 번주 (오쿠다이라 마쓰다이라 가) 1610년 ~ 1615년 | 후임 막부령(미야케 야스노부) |

| 전임 도요토미 히데요리 | 오자카 번 번주 (오쿠다이라 마쓰다이라 가) 1615년 ~ 1619년 | 후임 막부령(오사카 조다이 및 오사카 정봉행 관할) |

| 전임 미즈노 가쓰나리 | 고리야마 번 번주 (오쿠다이라 마쓰다이라 가) 1619년 ~ 1639년 | 후임 혼다 마사카쓰 |

| 전임 혼다 마사카쓰 | 제1대 히메지번 번주 (오쿠다이라 마쓰다이라 가문) 1639년 ~ 1644년 | 후임 마쓰다이라 다다히로 |